# Thomas Dufferin Pattullo
Pour les articles homonymes, voir Pattullo.
Thomas Dufferin (Duff) Pattullo, né le 19 janvier 1873 et mort le 30 mars 1956, est premier ministre de la Colombie-Britannique, province canadienne, de 1933 à 1941. 

## Biographie

### Premières années
Né à Woodstock en Ontario, Pattullo nait dans une famille d’origines écossaises. Il entame rapidement une carrière de journaliste pour le Woodstock Sentinel durant les années 1890 et en tant qu'éditeur du Galt Reformer en 1896. Il obtient un emploi de secrétaire de James Morrow Walsh, commissaire du Yukon, où il demeure en 1902. En 1908, il s'installe à Prince Rupert en Colombie-Britannique.

### Carrière politique
Il entame un carrière publique en devenant maire de Prince Rupert. Élu à l'Assemblée législative de la Colombie-Britannique à la suite de l'élection de 1916, il entre au cabinet au poste de ministre des Terres dans le gouvernement libéral de John Oliver. À la suite du décès d'Oliver en 1927, ce dernier est remplacé par John Duncan MacLean qui perd l'élection de 1928. Pattullo le remplace alors à la direction libérale. Avec la débâcle des Conservateurs de Simon Fraser Tolmie en élection de 1933 en raison de la Grande Dépression, Pattullo et les Libéraux accèdent au pouvoir.

### Premier ministre
Élu à l'apogée de la Grande Dépression, le gouvernement Pattullo tente d'étendre les services gouvernementaux aux chômeurs. Réélu en 1937 avec le slogan socialized capitalism, il ne parvient pas à obtenir de majorité en 1941 en raison de la percée du Parti social-démocrate. Réticent à former un gouvernement de coalition avec les Conservateurs, le membre du parti le remplace par John Hart au poste de chef et de premier ministre.

### Bilan
Pattullo occupe plusieurs fonctions politiques, dont :
- Ministre des Terres (1916-1928)
- Premier ministre (1933-1941)
- Secrétaire provincial (1927-1928)
- Procureur-général (1937 et en 1941)
- Ministre de l'Éducation (1941)
- Ministre des Finances (1941)
- Ministre des Travaux publics (1939)
- Ministre des Chemins de fer (1933-1937)

Pattullo s'oppose fermement à l'octroi de vote aux minorités tout au long de sa carrière. Sa préoccupation s'inscrivait surtout dans le fait que si les canadiens-chinois et les canadiens-japonais participaient à la Seconde Guerre mondiale, ceux-ci reviendraient en exigeant des droits de citoyenneté,,. 

### Dernière années
Lors de l’élection de 1945, Pattullo se présente sous l’étiquette d’indépendant. Défait, il se retire de la vie politique.
Il meurt à Victoria en 1956 à l’âge de 83 ans. Sa dépouille est inhumée au cimetière Royal Oak de Victoria .

## Hommage
Le pont Pattullo (en) au-dessus du fleuve Frase entre New Westminster et Surrey porte son nom. Ainsi que la ‘’Pattullo Park’’ de Prince Rupert. Il existe aussi un mont Pattullo, la chaîne Pattullo (en) dans le parc provincial et aire protégée Tweedsmuir North, ainsi que la chaîne de glaciers Pattullo dans ce même parc
Des pressions sont faites afin de renommer le pont Pattullo en raison des positions anti-asiatique prise sous sa gouverne . Un pont de remplacement est prévu pour 2024.